# Energia nucleare nei Paesi Bassi
Nel 2011 l'energia nucleare nei Paesi Bassi ha generato il 3,6% dell'energia elettrica prodotta in totale nel Paese.
A marzo 2010, è presente in questa nazione una centrale elettronucleare in funzione (Borssele, in Zelanda) che dispone di un reattore operativo di tipo PWR da 482 MW di potenza elettrica netta.
Vi è anche un'altra centrale elettronucleare (a Dodewaard, in Gheldria), con un reattore di tipo BWR da 55 MW di potenza elettrica netta, servita a suo tempo per addestrare i tecnici e chiusa nel 1997.

## Storia
Nel 1930, ricercatori dell'Università di Delft si interessarono al potenziale dell'energia nucleare. Per questa ragione accumularono dell'uranio naturale, che fu in seguito tenuto nascosto alle forze di occupazione durante la guerra. Nei primi anni cinquanta questo uranio fu la base per la collaborazione fra l'università olandese e l'istituto norvegese per le tecnologie energetiche nello sviluppo e sfruttamento del reattore di ricerca ad acqua pesante Halden, presso la città di Kjeller. Inizia poi nel 1950 la costruzione del proprio reattore nucleare ad alto flusso (HFR) a Petten. L'HFR aveva lo scopo di aiutare il paese ad acquisire la conoscenza della tecnologia nucleare e consentire la ricerca sui materiali. Il Ministero degli Affari economici aveva una strategia per lo sviluppo di una industria nazionale in grado di progettare, fabbricare ed esportare la tecnologia nucleare. L'obiettivo finale era che l'energia nucleare, introdotta a partire dal 1962, sostituisse gradualmente la generazione di elettricità da combustibili fossili.
Nel maggio 1965 iniziò la costruzione del primo reattore nucleare nei Paesi Bassi, un BWR da 55 MWe presso Dodewaard. L'impianto, inteso come un banco di prova per l'industria nucleare nazionale, fu collegato alla rete nel mese di ottobre 1968. È stato gestito dal GKN fino al 1997, quando è stato dismesso per motivi economici. Il successivo progetto è stato un reattore PWR da 452 MWe a Borssele, nel sud ovest del paese. La costruzione è iniziata nel luglio 1969 e l'impianto è stato connesso alla rete nel mese di luglio 1973. È stato progettato e costruito dalla tedesca Kraftwerk Union (Siemens), gestito dalla N.V. EPZ e di proprietà al 50% di Essent (una società di proprietà congiunta provinciale e comunale) e Delta.
Nel corso degli anni sessanta furono scoperti grandi giacimenti di gas naturale in Olanda. Queste scoperte ed in seguito l'incidente di Chernobyl determinarono un mutamento dei piani di espansione nucleare del governo, oltre che dell'opinione pubblica, verso questa fonte di elettrogenerazione, portando alla sospensione dei piani per la costruzione di nuovi reattori.
Nel 1994, il Parlamento olandese votò a favore dell'abbandono dopo una discussione sulla gestione delle scorie nucleari. La centrale elettrica di Dodewaard fu chiusa 1997. Nello stesso anno il governo decise di far scadere la licenza di funzionamento dell'impianto di Borssele alla fine del 2003. Nel 2003, però, lo smantellamento fu rinviato al 2013 dal governo conservatore.
Nel 2005 la decisione di chiusura al 2013 fu annullata e furono stanziati fondi per ricerche nel campo dell'energia nucleare. Questo cambiamento è stato preceduto dalla pubblicazione di un fascicolo da parte dell'Alleanza Cristiano-Democratica sull'energia sostenibile; poi gli altri partiti della coalizione si allinearono. Nel 2006 il governo ha deciso che Borssele resterà aperta fino al 2034 se riuscirà ad ottemperare alle più severe norme in ambito di sicurezza. I proprietari, Essent e Delta, investiranno 250 milioni di euro nell'energia sostenibile insieme al governo, denaro che altrimenti secondo il governo avrebbe dovuto essere versato ai proprietari delle centrali a titolo di risarcimento. Sempre nel 2006, a seguito dell'estensione della sua vita operativa al 2034, la centrale è stata aggiornata con un incremento di potenza a 485 MWe con la sostituzione della turbina, portata poi a 487 MWe nel corso del 2009.

## Programma nucleare futuro
Da quando la produzione di elettricità nei Paesi Bassi è stata liberalizzata, diversi operatori di mercato hanno indicato il loro interesse alla costruzione di un nuovo reattore nucleare nel paese, principalmente a causa dell'esaurimento di alcuni giacimenti di gas naturale e dell'aumentata accettazione dell'opinione pubblica sui vantaggi ambientali del nucleare, c'è stato un notevole cambiamento nella posizione di alcuni partiti politici a favore della costruzione di nuovi impianti nucleari. Nel settembre 2006 il Ministro dell'Ambiente, a nome del ministro dell'Economia, ha presentato al Parlamento un documento intitolato Condizioni per nuove centrali nucleari. Questo documento indicava una volontà del governo di passare ad un approvvigionamento energetico sostenibile e di abbandonare la sua precedente fase la politica (rinvio della chiusura di Borssele) era parte di una strategia di transizione per la riduzione delle emissioni di anidride carbonica, come anche una eventuale costruzione di uno o più nuovi reattori.
La nuova strategia nucleare prevede alcuni punti da adempiere: ogni nuovo reattore deve essere un modello di III generazione con livelli di sicurezza equivalenti a quelli dell'EPR di Areva, in un sito costiero. Prima del suo funzionamento, e non oltre il 2016, il governo deve decidere una strategia per lo smaltimento dei rifiuti esistenti esistenti di alto livello. Il combustibile utilizzato deve essere conservato fino al 2025, quando sarà stata decisa una scelta tra smaltimento diretto, riprocessamento, o separazione e trasmutazione. Le piante dovrebbero essere decommissionate dopo la chiusura, utilizzando fondi specificamente raccolti. L'uranio dovrebbero provenire, siti minerari ecologicamente responsabili, con preferibilmente cessione in-situ (ISL), a causa del loro basso impatto ambientale.
Nel settembre 2008 la Delta ha annunciato che avrebbe costruito una seconda unità a Borssele, di 1.000-1.600 MWe. Nel giugno 2009 ha iniziato a richiedere l'approvazione preliminare per esso. Si pensa di iniziare a costruire nel 2013 con poi 1600-2500 MWe operativi nel 2018, utilizzando combustibile MOX. La corte d'appello olandese ha impedito nel mese di marzo 2010 l'acquisizione da parte della tedesca RWE dalla società Essent e delle sue quote dell'impianto di Borssele di cui è co-proprietaria, decretando quindi che deve rimanere di proprietà pubblica olandese. Ad inizio 2012 la Delta cambiato i piani per un nuovo reattore, con uno slittamento per il futuro a causa di "una combinazione della crisi finanziaria, gli elevati investimenti necessari per una centrale nucleare, sovracapacità produttiva nel mercato elettrico combinato con i bassi prezzi dell'energia ", ma si ripromette di riprendere il progetto non appena la situazione migliorerà, con il nuovo impianto che non sarà operativo quindi entro il 2020.

## Ciclo del combustibile
I Paesi Bassi hanno da sempre studiato il metodo di arricchimento dell'uranio tramite centrifugazione. Un lavoro analogo era stato fatto in Germania e il Regno Unito, nel 1970 un accordo (il trattato di Almelo) è stato firmato dai tre sulla collaborazione per la ricerca. Il risultato di questo accordo è stata la creazione dell'Urenco, una società di proprietà comune dei tre governi. Nel 1979 si iniziano i lavori per il sito di arricchimento di Almelo nei Paesi Bassi Orientali (dove è situato anche l'impianto di produzione delle centrifughe), ed a Capenhurst nel Regno Unito; gli impianti hanno iniziato la produzione commerciale di uranio arricchito nel 1981 e nel 1982. Nel 1985 la produzione è iniziata anche a Gronau nella Germania occidentale, mentre un impianto basato sulla stessa tecnologia è stato costruito ad Eunice nel Nuovo Messico, ed inaugurato nel giugno 2010. La Urenco ha il contratto per la fornitura di centrifughe per il nuovo impianto di arricchimento Areva a Pierrelatte, in Francia, che sostituirà l'esistente impianto di grande arricchimento per diffusione.
Il combustibile esausto dall'impianto di Dodewaard è mandato per essere riciclato presso lo stabilimento Thorp del sito di Sellafield nel Regno Unito a Sellafield; quello di Borssele a La Hague in Francia. Areva NC, che possiede un contratto per il riciclo del combustibile fino al 2015. L'uranio riciclato è stato utilizzato dall'impianto per diversi anni, mentre ora l'N.V. EPZ sta richiedendo l'autorizzazione per utilizzare combustibile MOX.

## Reattori di ricerca
La maggior parte della ricerca nucleare nei Paesi Bassi è effettuata dall'NRG, che è il prodotto di una fusione dei servizi nucleari preesistenti. I principali settori di cooperazione internazionale nella ricerca sono: lo sviluppo dei reattori ad alta temperatura (con Germania, Giappone e Sudafrica); la trasmutazione degli attinidi (con i partner europei) e lo sviluppo di carburante MOX (con il Giappone).
Da quando è diventato operativo nel settembre 1960, il reattore ad alto flusso da 45 MW di Petten è stato utilizzato per prove sui materiali e per la ricerca di base, oltre che per la produzione di radioisotopi per scopi medici, da cui dipende circa il 60% dell'approvvigionamento europeo. È di proprietà della European Union's Joint Research Centre ed è gestito dalla NRG. Nel 2006, è stato convertito da combustibile altamente arricchito a combustibile a basso arricchimento. Nell'agosto del 2008 è stato chiuso per risolvere un problema tecnico e poi riavviato a metà febbraio 2009, ma con alcuni problemi cronici ancora persistenti. Il reattore può continuare a funzionare fino al 2015, sono quindi stati avviati dei progetti di sostituzione con un nuovo reattore chiamato Pallas, con tre società che hanno presentato delle offerte: Areva NP, INVAP e KAERI. Le previsioni sono di avere un progetto dettagliato e decidere per esso entro il 2012, e che questo diventi operativo successivamente nel 2015. Il sito prescelto dovrebbe essere lo stesso di Petten o anche Borssele, dove c'è un forte sostegno del governo locale. Ad inizio 2012 il governo olandese ha dato la sua approvazione per la costruzione del sostituto, che potrebbe essere operativo nel 2022.
È anche presente un reattore a piscina di ricerca da 2 MW piscina reattore presso l'Università di Delft.

## Gestione dei rifiuti e depositi geologici
Nel 1970 il governo olandese ha adottato una politica di ritrattamento del combustibile nucleare per le centrali di Borssele e Dodewaard. Nel 1984 si decise una politica di lungo termine (100 anni) di stoccaggio provvisorio di rifiuti radioattivi di tutto il paese, e la ricerca una strategia di ricerca per il loro smaltimento finale. Ciò ha portato alla creazione dell'Organizzazione centrale per scorie radioattive (Covra), con sede a Borssele, vicino alla centrale, dove nel 1992 è stata commissionato un centro per la gestione dei rifiuti radioattivi a basso livello. Nel settembre 2003 l'impianto di stoccaggio provvisorio di HABOG per rifiuti ad alto livello (HLW) è stato commissionato dalla regina Beatrice. L'impianto ha due compartimenti, uno per il trattamento dei rifiuti di livello medio, ed una per i rifiuti di alto livello vetrificati che provengono dal riprocessamento del combustibile (prodotti di fissione e transuranici) prodotti dopo il ritrattamento del combustibile usato. Contiene anche tutti i rifiuti derivanti dal riprocessamento del carburante dei due reattori prodotti nei diti francesi e inglesi.
La politica di governo è quello di stoccare tutti i rifiuti in locazioni sotterranee reversibili. Nel 2001 l'agenzia governativa CORA ha concluso che lo smaltimento geologico recuperabile è tecnicamente fattibile in modo sicuro, su diversi siti nei Paesi Bassi. Nel 2006, il governo ha proposto di prendere una decisione circa la scelta del sito per lo smaltimento finale entro il 2016.
Il reattore di Dodewaard, chiuso nel 1997, è in fase di smantellamento. Nel 2003 il materiale fissile dell'ultimo ciclo è stato rimosso ed alcune parti della pianta sono state demolite. La parte principale sarà sigillato e controllato (in safestor) fino al 2045 prima di essere demolita totalmente.

## Produzione di uranio
I Paesi Bassi non sono un produttore di Uranio. Secondo il "Red Book" del 2007 il paese non ha riserve note di Uranio

## Centrali elettronucleari
Tutti i dati della tabella sono aggiornati a giugno 2010
| Reattori operativi |                    |           |                    |                         |                        |                        |
| Centrale | Potenza netta (MW) | Tipologia | Inizio costruzione | Allacciamento alla rete | Produzione commerciale | Dismissione (prevista) |
| Borssele | 487                | PWR       | 1º luglio 1969     | 4 luglio 1973           | 26 ottobre 1973        | 2034                   |
| Totale: 1 reattori per complessivi 482 MW |                    |           |                    |                         |                        |                        |
| Reattori in costruzione |                    |           |                    |                         |                        |                        |
| Totale: 0 reattori per complessivi 0 MW |                    |           |                    |                         |                        |                        |
| Reattori pianificati ed in fase di proposta |                    |           |                    |                         |                        |                        |
| Totale programmati: 0 reattori per complessivi 0 MW Totale proposti: 1 reattori per 1.000 MW                                                                        |                    |           |                    |                         |                        |                        |
| Reattori dismessi |                    |           |                    |                         |                        |                        |
| Centrale | Potenza netta (MW) | Tipologia | Inizio costruzione | Allacciamento alla rete | Produzione commerciale | Dismissione            |
| Dodewaard | 55                 | BWR       | 1º maggio 1965     | 18 ottobre 1968         | 26 marzo 1969          | 26 marzo 1997          |
| Totale: 1 reattori per complessivi 55 MW |                    |           |                    |                         |                        |                        |
| NOTE: - La normativa in vigore prevede la possibilità di sostituzione e/o aumento del parco reattori al termine del ciclo vitale degli impianti ancora in funzione. |                    |           |                    |                         |                        |                        |